# جيليان هيلز
جيليان هيلز (بالإنجليزية: Gillian Hills)‏ هي مغنية وممثلة بريطانية، ولدت في 5 يونيو 1944 بالقاهرة في مصر.

## أعمال

### أفلام
- (1971) برتقالة آلية[6]

## وصلات خارجية
- جيليان هيلز على موقع IMDb (الإنجليزية)
- جيليان هيلز على موقع روتن توميتوز (الإنجليزية)
- جيليان هيلز على موقع ميوزك برينز (الإنجليزية)
- جيليان هيلز على موقع أول موفي (الإنجليزية)
- جيليان هيلز على موقع أول ميوزيك (الإنجليزية)
- جيليان هيلز على موقع ديسكوغز (الإنجليزية)
- جيليان هيلز على موقع قاعدة بيانات الفيلم (الإنجليزية)